# Ante Dabo
Ante Dabo (Novalja, 10. travnja 1925. – Pula, 12. travnja 2009.), hrvatski liječnik i književnik.

## Životopis
Rođen u Novalji 10. travnja 1925. godine. U rodnom mjestu pohađao školu, zatim na Badiji, u Dubrovniku, Sušaku i Zagrebu gdje je i svršio studij medicine. U Rijeci je specijalizirao opću medicinu. U liječničkoj struci radio je u Žminju, Poreču te u Puli u kojoj je najduže živio, radio te književnički stvarao. Većinu opusa čine mu pjesme. Okušao se i u haiku pjesništvu. Objavio je jednu pjesničku grafičku mapu i dva romana. Bio je član Društva hrvatskih književnika i Istarskoga ogranka DHK. Preminuo je u Puli 12. travnja 2009.

## Djela
Objavio je djela:
- Suhozidi (pjesme), 1986.
- Svečanost gromača (pjesme), 1987.
- Onkraj kamenjaka (pjesme), 1988.
- Odrazi (pjesme), 1989.
- Srpanjski soneti (pjesnička grafička mapa), 1990.
- Kaleidoskop (pjesme), 1991.
- Sam klesan u kamen (pjesme), 1994.
- Na domaku zavičaja (pjesme), 1995.
- Bljeskalice (haiku), 1997.
- Uzmorske sličice (haiku), 1998.
- Zloslutno ljeto (roman), 1999.
- Godine nade (roman), 2005.